# Drosera grantsaui
Drosera grantsaui este o specie de plante carnivore din genul Drosera, familia Droseraceae, ordinul Caryophyllales, descrisă de Rivadavia. Conform Catalogue of Life specia Drosera grantsaui nu are subspecii cunoscute.